# DeLand
DeLand város az USA Florida államában, Volusia megyében, melynek megyeszékhelye is. Lakosainak száma 37 351 fő (2020. április 1.).

## Népesség
A település népességének változása:
| Lakosok száma | 1113 | 27 031 | 37 351 |
|               | 1890 | 2010   | 2020   |